# San Francisco (You've Got Me)
San Francisco (You've Got Me) est une chanson disco du groupe disco américain Village People.  Il s'agit du premier single de leur premier album studio, sorti en 1977.